# 포드 익스커션
포드 익스커션은 미국의 자동차 회사인 포드에서 만들었던 초대형 SUV이다. 포드 F-250을 모체로 하여서 만들어진 차종이다.

## 설명
익스커션은 쉐보레 서버번보다도 더 큰 초대형 SUV 차종으로, 1999년에 새로이 출시되었다. 웬만한 롱바디 사양의 SUV보다도 더 길며, 거의 미니버스 수준의 크기를 가진 차종이다. 미국에선 주로 경호용 차량이나 민수용으로 사용되었으며, 대한민국에서는 이코노라인과 함께 경호 차량 및 자가용으로 주로 사용되었다.
2005년에 단종되었으며, 익스커션과 동일한 차급으로 익스페디션 MAX가 생산되고 있다.

## 같이 보기
- 포드
- SUV